# 허만일
허만일(許萬逸, 1940년 10월 20일 ~ )은 대한민국의 관료 출신으로 행정가 겸 정치인이었다. 초대 문화부 차관 직책을 지냈다.

## 발자취

### 학력
- 경북대학교 사회학과 학사
- 동국대학교 대학원 사회학과 사회과학 석사

### 주요 경력
- 문화공보부 공보국장
- 문화공보부 문화재관리국장
- 문화공보부 기획관리실장
- 문화공보부 차관 직무대리
- 문화공보부 장관 직무대행 서리
- 초대 문화부 차관